# Voor ik vergeet
"Voor ik vergeet" is een nummer van de Nederlandse muzikant Spinvis. Het nummer werd uitgebracht op zijn debuutalbum Spinvis uit 2002. Dat jaar werd het nummer uitgebracht als de tweede single van het album.

## Achtergrond
"Voor ik vergeet" is geschreven en geproduceerd door Spinvis zelf. Het nummer is deels geïnspireerd door hiphop, in de manier waarop De Jong in de melodie een gat laat vallen waar een belangrijke regel wordt ingevoegd. Spinvis vertelde hierover: "Die [hiphopartiesten] hebben die truc zo ongeveer uitgevonden. Ja, ik weet heus wel wat die jongens doen, hoor. Ik pik van alles wat op. Soms liggen ideeën een eeuwigheid te sluimeren, voor ze worden voltooid."
"Voor ik vergeet" was al grotendeels geschreven, voordat Spinvis wist wat hij ermee bedoelde. Hij vertelde hierover: ""Voor ik vergeet" was een prima nummer, gewoon een opsomming van allerlei dingen die je kunt vergeten, maar het had nog geen angel. En opeens had ik het: 'voordat ik jou vergeet'! Natuurlijk! En toen klopte het pas. Maar toen was het nummer allang af. Maar het deed nog geen pijn. Eigenlijk ga je net zo lang door tot het pijn doet."
"Voor ik vergeet" werd uitgebracht als single, maar bereikte geen hitlijsten. In 2003 werd het nummer gebruikt door Lenette van Dongen in haar theatershow Vedette. In deze uitvoering wonnen Spinvis en Van Dongen in 2004 een Annie M.G. Schmidt-prijs voor het beste theaterlied van het afgelopen jaar. Tevens stond het tussen 2007 en 2017 bijna ieder jaar genoteerd in de Radio 2 Top 2000, met plaats 717 in 2012 als hoogtepunt.

## NPO Radio 2 Top 2000
| Nummer met noteringen in de NPO Radio 2 Top 2000 | '07 | '08 | '09  | '10  | '11 | '12 | '13 | '14 | '15  | '16  | '17  | '18-'23 | '24  |
| ------------------------------------------------ | --- | --- | ---- | ---- | --- | --- | --- | --- | ---- | ---- | ---- | ------- | ---- |
| Voor ik vergeet                                  | 849 | -   | 1012 | 1082 | 769 | 717 | 740 | 974 | 1062 | 1546 | 1356 | -       | 1819 |

1. ↑  Een '-' betekent dat het nummer niet was genoteerd en een vetgedrukt getal geeft de hoogste notering aan.
2. ↑  2007 was het eerste jaar met een notering voor dit nummer.